# Big Battle of Egos
Big Battle of Egos" é o sétimo álbum do grupo sueco Army of Lovers. Lançado em 2013, é uma compilação dos álbuns anteriores, incluindo duas novas canções:  "Rockin' The Ride" e "Signed on my Tattoo", em parceria com a banda Gravitonas, da qual Alexander Bard também faz parte. Além disso, o álbum contém as músicas "Tragedy" e "Crashing Down Cove", da banda Bodies Without Organs (BWO), antiga banda de Alexander.
Após o lançamento do álbum, foi lançado o EP chamado "Scandinavian Crime", que conta com regravações das músicas "Rockin' the Ride" e "Tragedy" com vocais de Dominika Peczynski e Jean-Pierre Barda, substituindo as partes de Camilla Henemark que foi expulsa do grupo.

## Faixas
1. Rockin’ The Ride
2. Crashing Down
3. Signed On My Tattoo (feat Gravitonas)
4. Give My Life
5. Crucified
6. Sexual Revolution
7. My Army Of Lovers
8. Lit De Parade (feat Big Money)
9. Obsession
10. Israelism
11. Ride The Bullet
12. I Am
13. King Midas
14. La Plage De Saint Tropez
15. Let The Sunshine In
16. Tragedy